# Jeffrey Dral
Jeffrey Dral (Zaanstad, 15 december 1994) is een Nederlandse schrijver en voormalig kunstschaatser. die bekend werd door zijn boek over meegemaakt seksueel misbruik

## Jeugd en opleiding
Dral groeide op in een gezin met één zus in Noord-Holland. Hij volgde een MBO-opleiding in vormgeving en communicatie. Vervolgens ging hij naar de Hogeschool van Amsterdam, waar hij Fashion and Branding aan het Amsterdam Fashion Institute studeerde en in 2019 met de hoogste onderscheiding, summa cum laude, afstudeerde.

## Sportloopbaan en seksueel misbruik
Dral begon op zijn elfde met kunstschaatsen. Hij nam al snel deel aan wedstrijden en was daarbij succesvol. Zo behaalde hij in 2011 zilver bij de KNSB-cup (categorie Novice) en werd drie keer op rij Nederlands Kampioen Showrijden in 2010, 2011 en 2012. Op zijn achttiende behoorde Dral tot de topcategorie van zijn leeftijdsklasse, de “Junioren Heren”.
Naarmate zijn schaatsprestaties vorderden kreeg hij in 2010 een trainer erbij die bevriend raakte met Drals ouders. Dral had zijn ouders net verteld dat hij homoseksueel was maar hield dit op school stil uit angst voor pesterijen. Toen deze trainer voorstelde om met Dral te praten over een vervolg van zijn coming-out, ontstond er een vertrouwensband. Het bleek echter het begin te zijn van een jaar vol manipulatie en seksueel misbruik door deze trainer en diens partner waarvan Dral het slachtoffer werd.
Vijf jaar later, rond 2016, deed Dral aangifte tegen de trainer en zijn partner in verband met het seksueel misbruik. Dat zelfde jaar stopte hij met kunstschaatsen omdat hij niet meer op de ijsbaan durfde te komen en het plezier in de sport door het gebeurde was verloren. Na een vooronderzoek van ruim een jaar, werd de aangifte door het Openbaar Ministerie geseponeerd. Hierna zocht hij psychische hulp en kreeg het advies zijn ervaringen op te schrijven. Dit culmineerde mede doordat hij via een docent van de hogeschool van Amsterdam in contact was gekomen met de Nederlandse schrijver Edward van de Vendel, die Dral gedurende zijn schrijfproces steunde, in een boek in september 2023, Liegen zul je. Dit is het verhaal dat ik van die twee nooit mocht vertellen bij uitgeverij Volt.

## Boek
Liegen Zul je is een Young-Adult die wordt gelezen door zowel jongvolwassenen als volwassenen. Binnen een dag na de verschijningsdatum was het boek toe aan tweede druk. In week 38 (18-24 september) van 2023 bereikte het boek de eerste plaats in de Parool/Scheltema non-fictie Top 10. In de twee weken daaraan voorafgaand verscheen het op de derde en tweede plaats. Liegen zul je verscheen ook als e-boek en luisterboek. Het luisterboek is ingesproken door Justus van Dillen. In 2024 behaalde Liegen zul je de tweede plaats in de verkiezing van het Regenboogboek van het Jaar die jaarlijks wordt georganiseerd door de lezerscommunity Hebban in samenwerking met Winq Magazine.
Het boek is geschreven vanuit de eigen beleving, Er worden geen beweegredenen van de daders in vermeld. De namen van de daders en bijfiguren zijn gefingeerd/geanonimiseerd behalve die van zijn ouders, zusje (en hun hond Harrie). Zijn familie gaf aan hiertegen geen bezwaar te hebben. Na de publicatie van Liegen zul je verscheen Jeffrey Dral in diverse media en op verschillende podia. Op televisie was hij onder meer te woord bij EenVandaag (23 september 2024), werd hij geïnterviewd door Paul de Leeuw in NPO1 – Hotel Hollandia (30 september 2023) en sprak hij kritisch over een campagne van de Gemeente Amsterdam bij AT5 (13 september 2023). Deze campagne, die was gericht op straatgeweld en mannen als daders neerzette, ging volgens Dral voorbij aan het feit dat ook mannen slachtoffer kunnen zijn. Op de radio was Dral te horen, onder andere bij EenVandaag (23 september 2024) en NPO Radio 1 – De Nieuws BV (6 september 2023). Daarnaast nam hij deel aan podcasts, zoals Sense Talk van Sense.info (1 november 2024), de Man tot Man Podcast (1 juli 2024) en de Queer Consent Podcast.
Interviews met Dral verschenen in 2023 en 2024 onder meer bij het Humanistisch Verbond, Hart van Nederland en LINDA.Meiden. Artikelen over het boek werden gepubliceerd op platforms als Gezondheid.nl, BNNVARA en NH Nieuws. In de printmedia kreeg Liegen zul je aandacht in onder andere LINDA. Magazine, Winq Magazine, het Algemeen Dagblad, BN DeStem en Het Parool. Omdat Liegen zul je het verhaal van een mannelijk slachtoffer belicht, kreeg het boek extra zichtbaarheid via JCDecaux en BlowUp Media, die de cover maandenlang op digitale schermen toonden in Amsterdam, Haarlem, Leiden, Den Haag, Rotterdam, Breda, Eindhoven, Arnhem en Maastricht. Onder het motto ‘Een hoognodig boek over seksueel misbruik. Bij een jongen’ verwezen de posters naar Drals persoonlijke website, waar informatie te vinden was over het herkennen en verwerken van seksueel misbruik.

## Werkzaamheden en activiteiten
Dal was na zijn sportloopbaan en studie werkzaam als brand- en contentmanager bij diverse bedrijven. Sinds 2023 is Dral werkzaam als marketingmedewerker van een uitgeverij die zich specialiseert in proza over maatschappelijk-sociale vraagstukken. Hiernaast ontwerpt hij freelance boekomslagen, website, illustraties en animaties en schrijft teksten voor opdrachtgevers. Als aanvulling op zijn boek Liegen zul je schreef hij het “ABC van Seksueel Geweld”, een gratis informatieve online bron die verschillende begrippen uitlegt die verband houden met seksueel geweld. Het is bedoeld voor een breed publiek, waaronder slachtoffers van seksueel geweld en hun ouders of vrienden, om meer te weten te kunnen komen over de gevolgen, vormen, en impact van seksueel geweld. Hij legt ook stigma’s, mythes en misvattingen uit, en verwijst de bezoeker naar films, boeken en hulporganisaties.